# Tørfisk
Denne side handler om tørret fisk. For musikgruppen Tørfisk, se Tørfisk (musikgruppe).
Tørfisk (eller stokfisk) er usaltet fisk, som er naturligt tørret af sol og vind på et stativ eller (sjældnere) tørret i egentlige tørrerier. Tørring af mad er verdens ældst kendte konserveringsmetode, og tørret fisk er holdbar i årevis. Metoden er også billig, arbejdet kan gøres af fiskeren selv, og den gør fisken enklere at transportere til markedet.
Det er mest torsk, som bruges til tørfisk. Andre fiskearter som sej, brosme og lange bruges i mindre grad. I løbet af århundrederne er der udviklet flere varianter som boknafisk og (saltet) klipfisk. Saltning af fisk blev først for alvor aktuelt i 1700-tallet, da man fik tilgang til billigt salt fra Sydeuropa.
Tørfisk kan videreforædles til ludfisk.
Ved siden af olien, gassen og handelsflåden er tørfisken Norges længstvarende eksportartikel og den samfundsøkonomisk mest lønsomme eksportvare gennem århundrederne.
Indtil 1903 bestod Islands våben af en kronet stokfisk.